# Данило Д'Амброзио
Данило Д'Амброзио (на италиански: Danilo D'Ambrosio) е италиански футболист, защитник, който играе за Интер.

## Кариера

### Ранна
Д'Амброзио започва да тренира футбол в Салернитана. Клубът обаче фалира и той, заедно с брат си Дарио, се присъединява към академията на Фиорентина през 2005 г. Той е част от примаверата на флорентинци до декември 2007 г., но на 8 януари 2008 г. е продаден на Потенца от Серия Ц1 в споразумение за съсобственост. Той прави своя професионален дебют на 20 януари 2008 г. при победа с 2:1 над Юве Стабия, като в крайна сметка прави 10 участия през сезона. През юни 2008 г. Фиорентина обратно си изкупува Д'Амброзио.

### Юве Стабия
На 11 юли 2008 г. Д'Амброзио се присъединява към Юве Стабия в друга сделка за съсобственост за 30 000 евро, дебютирайки на 31 август 2008 г. срещу Таранто.
Д'Амброзио е титуляр в първия си сезон, като отбора решава да купи останалата част от правата му от Фиорентина за още 75 500 евро. Той прекарва следващия сезон предимно като десен халф, като дори отбелязва първият си гол при победа срещу Барлета с 4:1.

### Торино
На 12 януари 2010 г. Д'Амброзио преминава в Торино в споразумение за съсоственост на стойност 200 000 евро. Той прави своя дебют в Серия Б на 16 януари 2010 г. в домакинска победа с 4:1 срещу Гросето. Торино откупува останалата част от договора си с Юве Стабия през юни 2010 г. за още 500 000 евро.
През следващия сезон Д'Амброзио е титуляр и при новия треньор Франко Лерда. Той вкарва първия си гол в домакинска победа с 3:2 срещу Модена. На 15 декември 2010 г. подновява договора си с Торино до 2014 г. Неговият сезон обаче се характеризира с недобри изяви и неуспехът на Торино да достигне до плейофите го правят обект на много критики.
Новият треньор на отбора Джампиеро Вентура решава да се съсредоточи върху Д'Амброзио за сезон 2011/12, като го слага назад с Матео Дармян. На 2 ноември 2011 г. той вкарва победния гол срещу Реджина. През целия сезон Д'Амброзио участва в 26 мача и отбелязва 3 гола, като Торино печели промоция.
Д'Амброзио прави своя дебют в Серия А на 26 август 2012 г. по време на равенството срещу Сиена, като се появява като резерва в 93-та минута, но не е титуляр до 26 септември срещу Удинезе Калчо (0:0). Той отбелязва първия си гол в Серия А по време на победата с 5:1 срещу Аталанта. През декември 2012 г. става вицекапитан на Торино, след като Анджело Огбона се контузва. Избран е за откритието на Торино за годината от читателите на Toro.it.
Д'Амброзио играе като ляв бек през сезон 2013/14. На 13 декември 2013 г. президентът на Торино Урбано Кайро потвърждава, че Д'Амброзио ще напусне клуба, след като не желае да преподпише своят договор. Бившият вицекапитан завършва своя престой в Торино със 119 мача и 10 гола.

### Интер
На 8 януари 2014 г. Tuttosport съобщава, че Д'Амброзио ще се присъедини към Интер Милано в сделка „сума плюс играч“. На 28 януари Tuttosport разкрива, че сумата е 1,75 млн. евро в брой плюс наем на Матео Коломби и 50% от правата на Марко Бенаси. Два дни по-късно, Интер потвърждава сделката.
Три дни след това дебютира за „нерадзурите“ в дербито на Италия срещу Ювентус като гост, загубено с 1:3. На 15 март Д'Амброзио стартира първия си мач с Интер, побеждавайки Верона с 2:0 като гост. Д'Амброзио завършва първия си сезон в Интер с 11 мача, 3 от които играе изцяло.
Д'Амброзио печели повече време под ръководството на треньорите Франк де Бур и Стефано Пиоли, като започва титуляр през целия месец октомври 2016 г. На 7 април 2017 г., Д'Амброзио се съгласява да удължи договора си, като подпише до 2021 г.

## Успехи
Интер
- Серия А: 2020/21